# Allamps
Allamps é uma comuna francesa na região administrativa do Grande Leste, no departamento de Meurthe-et-Moselle. Estende-se por uma área de 7.21 km², e possui 503 habitantes, segundo o censo de 2018, com uma densidade de 70 hab/km².